# Rhaphium patulum
Rhaphium patulum är en tvåvingeart som först beskrevs av Raddatz 1873.  Rhaphium patulum ingår i släktet Rhaphium och familjen styltflugor. Arten är reproducerande i Sverige. Inga underarter finns listade i Catalogue of Life.